# Діпломистові
Діпломистові (Diplomystidae) — родина підряду Diplomystoidei ряду сомоподібних. Має 2 роди та 6 видів. Інша назва «оксамитові соми».

## Опис
Загальна довжина представників цієї родини коливається від 17 до 32 см. Губи товсті, м'ясисті. Щелепи добрі розвинені з сильними зубами. На верхній щелепі є 2 пари вусиків, деякі види не мають вусиків. Мають гайморові вусики. Спинний плавець жорсткий з 6—7 м'якими променями. Грудні плавці з жорсткими променями. Спинний та грудні плавці мають шипи. Анальний плавець має 9—12 променів. Мають жировий плавець. Хвостовий плавець великий з 18 променями.

## Спосіб життя
Це бентосні риби. Воліють триматися чистих, швидких, прозорих річок, а також в озерах на висоті до 1900 м над рівнем моря. Живляться дрібними безхребетними (кільчастими хробаками, молюсками, личинками водних комах та членистоногими) і водоростями, які відривають від каменів.
Нерест відбувається влітку. Самиця відкладає багато ікри. Молодь з'являється в грудні.

## Розповсюдження
Поширені у водоймах Чилі та Аргентини, зокрема у річках Вальпараїсо, Біо-Біо, Ріо-Негро, Колорадо та Десагуадеро-Саладо.

## Роди
- Diplomystes
- Olivaichthys